# Новосілки (Логойський район)
Новосілки — (біл. вёска Новосёлки), село (веска) в складі Логойського району розташоване в Мінській області Білорусі, підпорядковане Околовській сільській раді.
Село Новосілки розташоване в центральних районах Білорусі, у північній частині Мінської області - орієнтовне розташування.